# 미샤 게이브리얼
미샤 게이브리얼(Misha Gabriel, 1987년 5월 13일 ~ )은 미국의 안무가, 댄서, 배우이다. 게이브리얼은 저스틴 팀버레이크, 동방신기와 같은 음악가들의 무용 선생님 및 댄서로서 활동하고 있다. 영화 《점원들 2》에도 잠깐 등장했으며, 《스텝업 4: 레볼루션》에서는 중요한 역할로 등장하고 있다.

## 출연 작품
- 스텝 업: 올 인 (2014)